# Bekim Fehmiu
Bekim Fehmiu (Sarajevo, 1 de junho de 1936 – Belgrado, 15 de junho de 2010) foi um ator de teatro e cinema albanês.